# Clarksville (Ohio)
Pour les articles homonymes, voir Clarksville.
Clarksville est un village américain situé dans le comté de Clinton, dans l'Ohio. Selon le recensement de 2010, sa population est de 548 habitants.